# Haarlems Dagblad
 (septembre 2009).
Si vous disposez d'ouvrages ou d'articles de référence ou si vous connaissez des sites web de qualité traitant du thème abordé ici, merci de compléter l'article en donnant les références utiles à sa vérifiabilité et en les liant à la section « Notes et références ».
Le Haarlems Dagblad (« Journal de Haarlem ») est un journal régional néerlandais édité par Mediahuis Nederland et diffusé dans la ville de Haarlem et ses environs, dont Haarlemmermeer, Hillegom et De Zilk. 
À la suite de la disparition de la version papier du journal Post- och Inrikes Tidningar le 29 décembre 2006, le Haarlems Dagblad est devenu le plus vieux journal du monde ayant une version papier[réf. nécessaire]. 

## Histoire

### Opregte Haerlemsche Courant

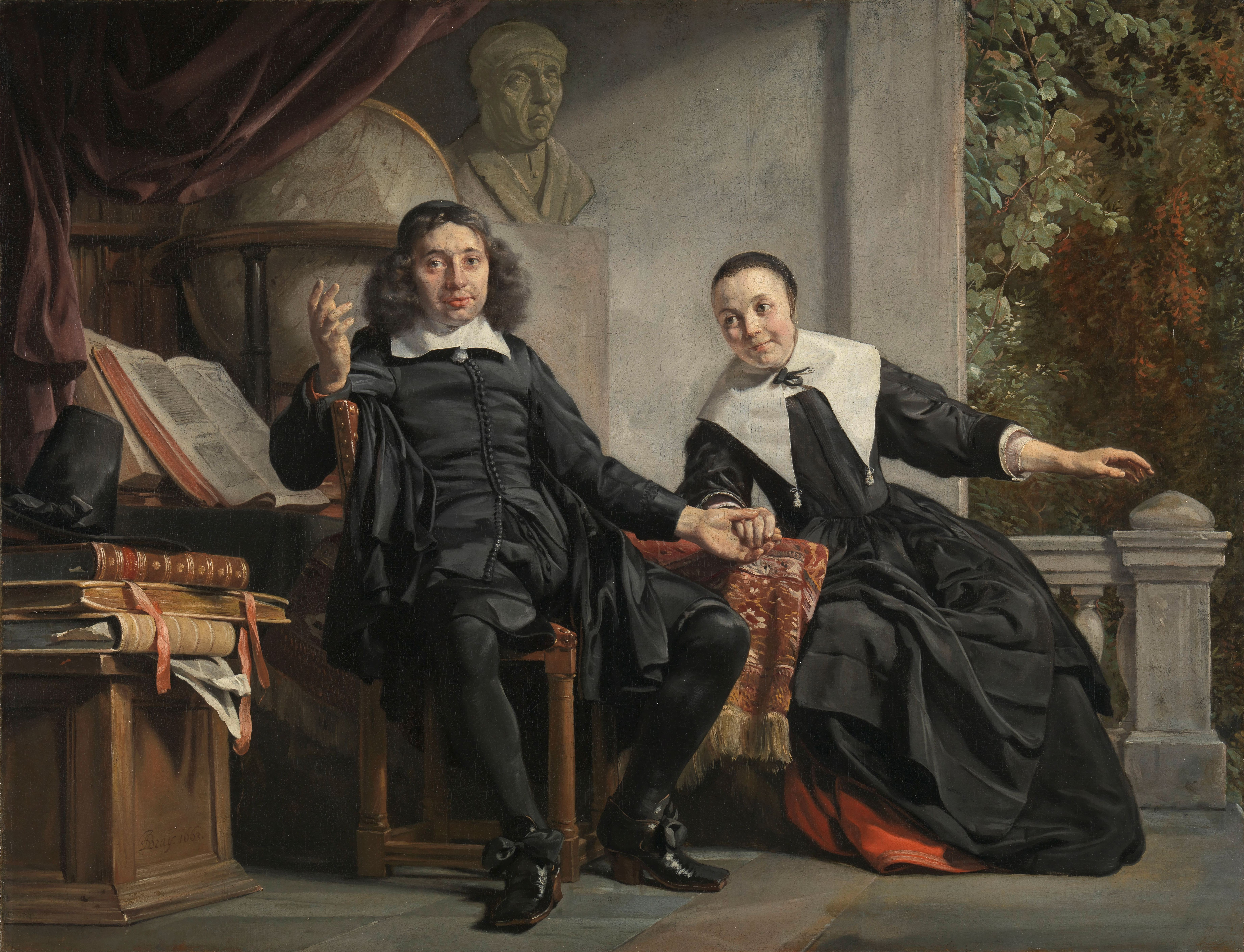
Portrait d'Abraham Casteleyn et de sa femme, Margaretha van Bancken, par Jan de Bray, 1663.

La première édition du prédécesseur du Haarlems Dagblad est fondée par Abraham Casteleyn et sa femme Margaretha van Bancken, publiée le 8 janvier 1656 et commence en tant que journal hebdomadaire, ce qui ressort également de son titre initial : Weeckelijcke Courante van Europa (« Gazette hebdomadaire d'Europe »). 
À partir de 1864 il est intitulé, en ancienne orthographe néerlandaise, Opregte Haerlemsche Courant (« Vraie Gazette de Haerlem »), le terme opregte (orthographe actuelle : « oprechte »), signifiant alors « réel, vrai », et n'a alors pas le sens actuel de « sincère ».

### Création duHaarlems Dagbladet fusion
Dans l'été de 1883, le Haarlems Dagblad est créé (alors écrit « Haarlem's Dagblad »).
Pendant la Seconde Guerre mondiale, l'occupant oblige les deux quotidiens Haarlem's Dagblad et Opregte Haerlemsche Courant de fusionner. Le nouveau journal fusionné, qui devait se conformer aux idées des forces d'occupation, est sorti sous le titre Haarlemsche Courant. Le dernier Haarlemsche Courant fut publié le 5 avril 1945. Après la guerre, la fusion a été maintenue, mais le journal a été renommé dans son nom actuel Haarlems Dagblad. Depuis le 13 septembre 1948, le sous-titre Oprechte Haarlemsche Courant 1656 fut ajouté sous le nom du journal.

### Période contemporaine
En 2005, le Haarlems Dagblad est passé de journal de soir à être publié dès le matin.
Le 13 avril 2013, le Haarlems Dagblad passe du grand format au format tabloïd.